# Guiné Espanhola
Guiné Espanhola foi uma colônia africana da Espanha, juntamente com o Protetorado Espanhol de Marrocos e o Saara Espanhol. Localizada no Golfo da Guiné, converteu-se em uma nação independente, denominada Guiné Equatorial, em 1968.
Esta colonia se formou a partir da Colônia de Rio Muni (formada em 1900), da ilha de Fernando Pó (atual Bioco), da Colônia de Elobey, Annobón e Corisco e de outras ilhas adjacentes. O período de domínio espanhol iniciou-se em 1777 e os territórios de Fernando Pó e Rio Muni formavam colônias distintas. Elas foram unificadas em 1926, convertendo-se na colônia da Guiné Espanhola.

## História
O explorador português Fernão do Pó, que buscava a rota marítima para as Índias, é considerado o descobridor da ilha de Bioko em 1472. Chamou a ilha de Formosa, mas ela rapidamente passou a ser chamada pelo nome do descobridor português. As ilhas de Fernando Pó e Ano Bom começaram a ser colonizadas por Portugal em 1474.
Os portugueses administraram a ilha até 1777, quando Fernando Pó, Ano Bom e ilhéus adjacentes, bem como os direitos de exploração na costa entre os rios Níger e Ogoué, foram cedidos à Espanha; esta cedeu em troca a ilha de Santa Catarina e territórios do sul da colônia do Brasil, de acordo com os Tratados de Santo Ildefonso e de El Pardo, assinados entre a rainha D. Maria I de Portugal e o rei D. Carlos III de Espanha. A partir desse momento, o território espanhol da Guiné fez parte do Vice-Reino do Rio da Prata, (fundado em 1776), até seu desmembramento definitivo com a Revolução de Maio (1810) em Buenos Aires, quando foi declarada a independência argentina.
Entre os anos de 1827 e 1843, o Reino Unido estabeleceu uma base na ilha de Fernando Pó, supostamente para combater o tráfico de escravos, fundando na ilha a cidade de Port Clarence (atual Malabo). Porém, o tráfico negreiro prosseguiu através das redes de captura e venda de escravos que existiam antes da colonização europeia.

### Colônia espanhola
A posse dos territórios espanhóis na África foi reconhecida pela Conferência de Berlim em 1885. Com isso, a porção continental, Rio Muni, tornou-se protetorado espanhol. Em 1900, Rio Muni recebeu o estatuto de colônia. Questões de fronteira com os territórios franceses da África Ocidental foram resolvidas no mesmo ano através da assinatura do Tratado de Paris, o que tornou possível a efetiva ocupação do território continental da colônia pela Espanha.
Em 1926, a ilha de Fernando Pó e o território de Rio Muni foram reunidos em uma só colônia sob o nome de Guiné Espanhola, assim chamada até 1959.
Durante a Guerra Civil Espanhola (1936-1939), forças militares monarquistas rebelaram-se contra o governo da Segunda República Espanhola em 19 de setembro de 1936 e depuseram o governo pró-republicano de Rio Muni em 14 de outubro do mesmo ano.

### Processo de independência
Em 1959, os territórios espanhóis do Golfo da Guiné foram agrupados em duas províncias espanholas ultramarinas – Fernando Pó e Rio Muni –, com o mesmo estatuto político das províncias da Metrópole. As províncias equatoriais foram controladas por um governador geral, exercendo todos os poderes civis e militares. No mesmo ano, foram realizadas as primeiras eleições locais e escolhidos os primeiros procuradores de tribunais na região equatorial.
A Lei Básica de dezembro de 1963 unificou as duas províncias e a região na África passou a ser chamada Guiné Equatorial. A região ultramarina passou a ser dotada de uma autonomia limitada, com órgãos comuns para todo o território – inclusive um órgão legislativo, a Assembleia Geral da Guiné Equatorial –, além de organismos legislativos e administrativos para cada uma das duas províncias. Embora o comissionado geral escolhido pelo governo do Estado espanhol tinha poderes amplos, a Assembleia Geral da Guiné Equatorial tinha iniciativa para formular leis e regulações.
Em março de 1968, sob pressão dos movimentos de independência dos países da África, dos nacionalistas equatoriais e das Nações Unidas, o Estado espanhol anunciou que concederia a independência ao território. Formou-se uma convenção constituinte que produziu uma lei eleitoral e um projeto de Constituição.
O referendo sobre a Constituição foi realizado em 11 de agosto de 1968, com a supervisão de uma equipe de observadores das Nações Unidas. O projeto constitucional foi aprovado por 63% do eleitorado: assim, foi promulgada a Constituição que previa um governo com uma Assembleia Geral e um Tribunal Supremo, com juízes escolhidos pelo presidente. As primeiras eleições da Guiné Equatorial deram vitória a Francisco Macías Nguema. Porém, ele governou de forma ditatorial até ser deposto, julgado e condenado à morte por fuzilamento por seu sobrinho, Teodoro Obiang, em 29 de setembro de 1979.

## População
A população colonial era rigidamente estratificada em: 
1. Peninsulares, brancos espanhóis, cuja imigração era controlada pelo governo espanhol.
2. Emancipados, Os menino inbicou no ajil assimilada aos brancos. Recebiam educação católica espanhola. Alguns deles descendiam de escravos cubanos, trazidos à África pelas Ordenanças Reais de 13 de setembro de 1845 (ingresso voluntário) e de 20 de junho de 1861 (por deportação). Neste grupo estão incluídos os mestizos (mulatos) reconhecidos por pai de cor branca.
3. "Indivíduos de cor" mantidos sob o regime do padroado real. Abrangia os mestizos não reconhecidos e a maioria da população negra nativa, de diversos grupos étnicos, sobretudo, bantos. Não lhes era permitido ter propriedades e eram submetidos a trabalho forçado.
4. Trabalhadores africanos dos atuais territórios da Nigéria e de Camarões, além de chineses e indianos.